# Kam se poděla sedmá rota?
Kam se poděla sedmá rota je francouzský komediální film z roku 1973, první díl trilogie o sedmé rotě. Snímek natočil francouzský režisér Robert Lamoureux, jde o komediální parodii na válečný film, která se odehrává v době nacistické okupace Francie během druhé světové války.

## Děj
Sedmá rota se ukryje do lesa a z jednotky jsou vysláni tři spojaři na nedalekou vyvýšeninu, aby kontrolovali okolí. Krátce po jejich odchodu je sedmá rota zajata německou jednotkou. A tak se Chaudard, Pitivier a Tassin ocitají sami za postupující linií. Rozhodnou se na vlastní nebezpečí dostat zpět na neokupované území. Cestou se setkají se sestřeleným pilotem Duvauchelem, zmocní se obrněného vozidla a dokonce zničí německý tank. K závěru filmu se jim podaří osvobodit sedmou rotu.

## Obsazení
| Jean Lefebvre    | Pitivier           |
| Pierre Mondy     | seržant Chaudard   |
| Aldo Maccione    | Tassin             |
| Robert Lamoureux | plukovník Blanchet |
| Pierre Tornade   | kapitán Dumont     |
| Erik Colin       | poručík Duvauchel  |